# Jacob Lehrer
Jacob D. Lehrer (geb. 3. Januar 1964) ist ein ehemaliger antiguanischer Kanute.
Er trat bei den Olympischen Sommerspielen 1996 in Atlanta zusammen mit seinem Bruder Pieter Lehrer im Zweier-Canadier über 1000 m an. Die beiden erreichten das Halbfinale. Auch seine Schwester Heidi Lehrer trat bei denselben Spielen in einem Kanuwettbewerb an.